# Sheffield FC
Sheffield FC (celým názvem: Sheffield Football Club) je anglický fotbalový klub, který sídlí ve městě Sheffield v metropolitním hrabství South Yorkshire. Založen byl v roce 1857. Od sezóny 2018/19 hraje v Northern Premier League Division One East (8. nejvyšší soutěž). Klubové barvy jsou červená a černá.
Své domácí zápasy odehrává na stadionu Coach and Horses Ground s kapacitou 2 089 diváků.

## Historie
Založen byl v roce 1857, čímž se stal vůbec prvním fotbalovým klubem v historii. Díky tomu je také nejdéle aktivním fotbalovým klubem nejen v Anglii, ale i na celém světě. V roce 1860 odehrál proti sousednímu týmu Hallam FC vůbec první klubový zápas v historii, dodnes jsou pak zápasy mezi těmito dvěma celky nazývány jako The Rules derby. I kvůli nástupu profesionalismu a následnému setrvání v amatérské sféře se klub nikdy nedostal mezi nejlepší anglickou fotbalovou smetánku. Jediný větší úspěch se tak datuje do roku 1904, kdy zvítězil v nejvýznamnější amatérské soutěži v zemi – FA Amateur Cupu.
V roce 2007 bylo oslaveno 150 výročí od založení klubu. Při této příležitosti bylo na stadionu Bramall Lane v Sheffieldu odehráno přátelské utkání s italským klubem FC Internazionale Milano. Úvodní výkop utkání provedl legendární brazilský fotbalista Pelé. Zápasu přihlíželo 18 741 diváků, Inter v něm zvítězil poměrem 5:2. Za Inter v tomto zápasu mj. hrál bývalý mistr světa Marco Materazzi nebo budoucí italský reprezentant Mario Balotelli.

## Získané trofeje
- FA Amateur Cup ( 1× )
  - 1903/04
- Sheffield & Hallamshire Senior Cup ( 5× )
  - 1993/94, 2004/05, 2005/06, 2007/08, 2009/10

## Úspěchy v domácích pohárech
Zdroj: 
- FA Cup
  - 4. kolo: 1877/78, 1879/80
- FA Amateur Cup
  - Vítěz: 1903/04
- FA Trophy
  - 3. předkolo: 2007/08, 2011/12, 2013/14
- FA Vase
  - Finále: 1976/77

## Umístění v jednotlivých sezonách
Stručný přehled
Zdroj: 
- 1889–1890: Midland Football League
- 1892–1893: Midland Football Alliance
- 1893–1894: Sheffield League (Division One)
- 1898–1899: Yorkshire Football League
- 1949–1952: Yorkshire Football League (Division Two)
- 1952–1961: Yorkshire Football League (Division One)
- 1961–1966: Yorkshire Football League (Division Two)
- 1966–1967: Yorkshire Football League (Division One)
- 1967–1970: Yorkshire Football League (Division Two)
- 1970–1976: Yorkshire Football League (Division Three)
- 1976–1977: Yorkshire Football League (Division Two)
- 1977–1982: Yorkshire Football League (Division One)
- 1982–1985: Northern Counties East League (Division One South)
- 1985–1989: Northern Counties East League (Division One)
- 1989–1990: Northern Counties East League (Premier Division)
- 1990–1991: Northern Counties East League (Division One)
- 1991–2007: Northern Counties East League (Premier Division)
- 2007–2018: Northern Premier League (Division One South)
- 2018– : Northern Premier League (Division One East)

Jednotlivé ročníky
Zdroj: 
Legenda: Z – zápasy, V – výhry, R – remízy, P – porážky, VG – vstřelené góly, OG – obdržené góly, +/− – rozdíl skóre, B – body, červené podbarvení – sestup, zelené podbarvení – postup, fialové podbarvení – reorganizace, změna skupiny či soutěže
| Sezóny  | Liga                                             | Úroveň | Z  | V  | R  | P  | VG | OG | +/− | B  | Pozice |
| ------- | ------------------------------------------------ | ------ | -- | -- | -- | -- | -- | -- | --- | -- | ------ |
| 2000/01 | Northern Counties East League (Premier Division) | 9      | 38 | 15 | 15 | 8  | 59 | 38 | +21 | 60 | 7.     |
| 2001/02 | Northern Counties East League (Premier Division) | 9      | 38 | 14 | 10 | 14 | 54 | 62 | −8  | 52 | 9.     |
| 2002/03 | Northern Counties East League (Premier Division) | 9      | 38 | 17 | 8  | 13 | 74 | 55 | +19 | 59 | 7.     |
| 2003/04 | Northern Counties East League (Premier Division) | 9      | 38 | 19 | 12 | 7  | 64 | 40 | +24 | 69 | 4.     |
| 2004/05 | Northern Counties East League (Premier Division) | 9      | 38 | 22 | 8  | 8  | 78 | 47 | +31 | 67 | 4.     |
| 2005/06 | Northern Counties East League (Premier Division) | 9      | 38 | 20 | 10 | 8  | 63 | 43 | +20 | 70 | 4.     |
| 2006/07 | Northern Counties East League (Premier Division) | 9      | 38 | 23 | 8  | 7  | 71 | 39 | +32 | 77 | 2.     |
| 2007/08 | Northern Premier League (Division One South)     | 8      | 42 | 22 | 10 | 10 | 82 | 53 | +29 | 76 | 4.     |
| 2008/09 | Northern Premier League (Division One South)     | 8      | 38 | 14 | 8  | 16 | 67 | 69 | −2  | 50 | 11.    |
| 2009/10 | Northern Premier League (Division One South)     | 8      | 42 | 21 | 10 | 11 | 75 | 51 | +24 | 73 | 5.     |
| 2010/11 | Northern Premier League (Division One South)     | 8      | 42 | 15 | 10 | 17 | 73 | 86 | −13 | 55 | 11.    |
| 2011/12 | Northern Premier League (Division One South)     | 8      | 42 | 22 | 9  | 11 | 93 | 62 | +31 | 75 | 4.     |
| 2012/13 | Northern Premier League (Division One South)     | 8      | 42 | 18 | 9  | 15 | 85 | 82 | +3  | 63 | 9.     |
| 2013/14 | Northern Premier League (Division One South)     | 8      | 40 | 12 | 8  | 20 | 69 | 80 | −11 | 44 | 16.    |
| 2014/15 | Northern Premier League (Division One South)     | 8      | 42 | 14 | 6  | 22 | 74 | 93 | −19 | 48 | 15.    |
| 2015/16 | Northern Premier League (Division One South)     | 8      | 42 | 13 | 8  | 21 | 61 | 71 | −10 | 47 | 17.    |
| 2016/17 | Northern Premier League (Division One South)     | 8      | 42 | 13 | 9  | 20 | 62 | 60 | +2  | 48 | 15.    |
| 2017/18 | Northern Premier League (Division One South)     | 8      | 42 | 10 | 15 | 17 | 66 | 85 | -19 | 45 | 15.    |
| 2018/19 | Northern Premier League (Division One East)      | 8      | 38 |    |    |    |    |    |     |    |        |